# Béke-Füredi lakótelep
A Béke-Füredi lakótelep Kaposvár egyik lakótelepe, a megyeszékhely belvárosától északnyugatra helyezkedik el. Lakófunkciójú terület, főként 1970 után épült nagyvárosi jellegű, 4 és 10 emeletes társasházakkal. Kaposvár egyik legrégebbi lakótelepe, itt épültek elsőként paneltechnológiás épületek. 2006-ban mintalakóteleppé alakították, parkosították, formatervezett ivó- és szökőkutat helyeztek el.

## Közlekedés
A lakótelep jó közlekedési adottságokkal rendelkezik. Főbb útjai a 48-as ifjúság útja (610-es út), a Füredi utca (67-es út), a Kanizsai utca és a Béke utca. Itt található Kaposvár legnagyobb közúti csomópontja, a Füredi csomópont. A városrészben mindig élénk a forgalom és gyakori a buszközlekedés. A lakótelep jó elhelyezkedése miatt a Belváros gyalogosan is hamar elérhető.

### Tömegközlekedés
A városrészt az alábbi helyi járatú buszok érintik:
| Járatszám | Útvonal |
| --------- | --- |
| 1         | Helyi autóbusz-állomás - Berzsenyi u. - Füredi u. csp. - Hajnóczy u. - Raktár u.                                                                   |
| 10        | Helyi autóbusz-állomás - Tallián Gy u. - Kórház - Füredi u. csp. - Laktanya                                                                        |
| 11        | Helyi autóbusz-állomás - Berzsenyi u. - Füredi u. csp. - Volán-telep - Kaposfüred                                                                  |
| 11Y       | Helyi autóbusz-állomás - Berzsenyi u. - Füredi u. csp. - Volán-telep - Kaposfüred, vasútállomás                                                    |
| 13        | Helyi autóbusz-állomás - Berzsenyi u. - Füredi u. csp. - Mátyás király u. - Kecelhegy - Cseri út - Helyi autóbusz-állomás                          |
| 20        | Tóth Á u. - Füredi u. csp. - Mező u. csp. - Videoton                                                                                               |
| 20A       | Raktár u. - Füredi u. csp. - Mező u. csp. - Videoton                                                                                               |
| 23        | Laktanya - Füredi u. csp. - Kisgát - Villamossági Gyár - Kaposvári Egyetem                                                                         |
| 27        | Laktanya - Füredi u. csp. - Kisgát - Hősök temploma - Kométa                                                                                       |
| 31        | Helyi autóbusz-állomás - Berzsenyi u. felüljáró - Cseri út - Kecelhegy - Mátyás király u. - Füredi u. csp. - Berzsenyi u. - Helyi autóbusz-állomás |
| 91        | Helyi autóbusz-állomás - Arany J. tér - Füredi u. csp.                                                                                             |

## Intézmények
- Béke utcai óvoda
- Kaposvári Csokonai Vitéz Mihály Általános Iskola és Gimnázium
- II. Rákóczi Ferenc Általános Iskola
- Általános Iskolai, Óvodai és Egészségügyi Gondnokság
- Orvosi rendelők

## Kereskedelem, szabadidő
A lakóteleptől délre helyezkedik el Kaposvár legnagyobb bevásárlónegyede és a Városliget, ahol számos lehetőség adódik a vásárlásra, a kikapcsolódásra és a mozgásra is.

## Nevezetességek
- Vízgömb – szökőkút